# Justizvollzugsanstalt Burg

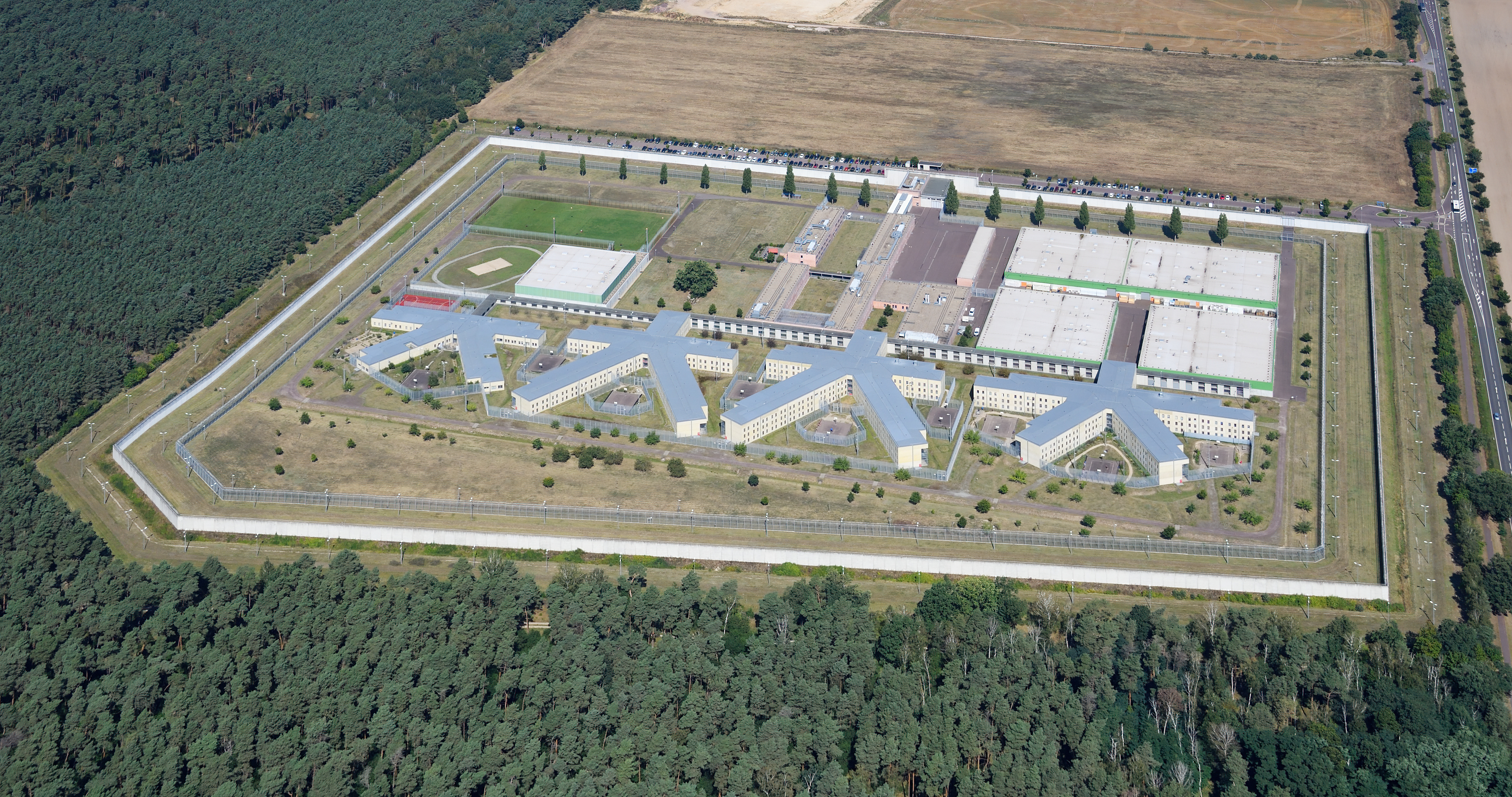
Die Justizvollzugsanstalt Burg aus der Luft gesehen

Die Justizvollzugsanstalt Burg ist eine Justizvollzugsanstalt in Burg (bei Magdeburg) in Sachsen-Anhalt.

## Lage
Sie liegt südlich der Stadt Burg südlich der Bundesautobahn 2 im Gebiet des Burger Ortsteils Madel mit der Adresse Madel 100.

## Anlage
In der Justizvollzugsanstalt befinden sich 631 Haftplätze. Davon dienen 613 Plätze dem geschlossenen Vollzug, weitere 18 Plätze der Unterbringung im Rahmen der Sicherungsverwahrung. Untergebracht werden männliche erwachsene Straf- und Untersuchungsgefangene sowie Sicherungsverwahrte. 45 der Haftplätze sind für die Untersuchungshaft, 8 für Schwerpunktgefangene vorgesehen. In der Hauptsache ist die Justizvollzugsanstalt jedoch für den Vollzug von Freiheitsstrafen in Sachsen-Anhalt ab einer Strafhöhe von zwei Jahren und sechs Monaten zuständig. Der Anstalt zugeordnet sind auch 50 Haftplätze im offenen Vollzug, der jedoch in Magdeburg vollstreckt wird.
Die Gesamtfläche der Justizvollzugsanstalt umfasst 220.532 m² auf der 15 Gebäude errichtet sind. Neben vier Hafthäusern, drei Werkhallen und einer Sporthalle besteht jeweils ein Verwaltungsbau, ein Pfortenbau, ein Gebäude für Serviceeinrichtungen, ein Bau für Zugang und Besuch, ein Küchentrakt, ein Gebäude mit Abstellflächen sowie eine zweigeschossige überdachte Magistrale. Die überbaute Fläche umfasst 49.443 m². Umgeben ist die Anlage von einer 1.565 Meter langen Mauer.
Die Fahrzeugschleuse verfügt über eine Herzschlagdetektion. Die Freiflächen des Gefängnisses sind mit einem Überspannschutz versehen, um Befreiungen aus der Luft unmöglich zu machen.
Der Betrieb der Anlage ist in Teilen an ein privates Unternehmen vergeben.

## Geschichte
Am 11. November 2003 beschloss die Landesregierung Sachsen-Anhalts den Bau einer neuen Justizvollzugsanstalt, wobei der Standort zunächst noch offen blieb. Am 21. September 2004 fiel dann die Entscheidung für den heutigen Standort. Der Bau erfolgte im Wege des Public Private Partnership. Der erste Spatenstich erfolgte am 16. April 2007. Anwesend waren unter anderem die Justizministerin Angela Kolb, der Minister für Landesentwicklung und Verkehr Karl-Heinz Daehre sowie der Burger Oberbürgermeister Bernhard Sterz. Das Richtfest folgte am 7. April 2008, neben Angela Kolb und Karl-Heinz Daehre waren die Mitglieder des Landtages Ronald Brachmann und Matthias Graner sowie der Landrat Lothar Finzelberg zugegen. Am 5. August 2008 erfolgte die Übergabe der Hausnummer Madel 100. Die Übergabe der Justizvollzugsanstalt fand dann am 30. April 2009 statt. Erster Leiter der Anstalt wurde Holger Johannes Lüth. Die tatsächliche Inbetriebnahme erfolgte am 1. Mai 2009. Am "Tag der offenen Tür" am 9. Mai 2009 besuchten 22.000 Menschen die Justizvollzugsanstalt. Die ersten Gefangenen wurden am 12. Mai 2009, der Regelbetrieb am 1. November 2009 aufgenommen.
Am 12. Dezember 2022 nahm der zu einer lebenslangen Haftstrafe und anschließender Sicherungsverwahrung verurteilte Insasse Stephan Balliet zwei Bedienstete der JVA Burg als Geiseln. Er konnte noch am selben Tag überwältigt werden, ohne dass die Geiseln dabei verletzt wurden.
Nach einem Bericht der Tageszeitung vom 25. November 2024 gelangten Lagepläne, u. a. mit Informationen zur Lagerung von Waffen und Munition, in die Hände von Insassen. Die Anstaltsleitung wurde daraufhin vorläufig vom Dienst freigestellt. Die zuständige Staatsanwaltschaft leitete Ermittlungen wegen Geheimnisverrat gegen Unbekannt ein.
Am 7. April 2025 berichteten die Staatsanwaltschaft und die Polizeiinspektion Stendal von einem „Tötungsdelikt in der JVA Burg“ in den Nachmittagsstunden des 3. April 2025. Demnach verstarb eine 35-jährige Frau aus dem Landkreis Salzwedel während eines Langzeitbesuchs bei ihrem inhaftierten Ehemann im Besuchsraum aufgrund von Gewalt gegen ihren Hals, so das Ergebnis einer Obduktion des Leichnams.